# Escut de Montornès del Vallès
L'escut oficial de Montornès del Vallès té el següent blasonament:
Escut caironat: de sinople, un castell d'or tancat de gules somat a un mont movent de la punta truncat: 1 d'argent una creu plena de gules, 2 d'or, 4 pals de gules. Per timbre una corona mural de poble.

## Història
Va ser aprovat el 29 de juny del 1992 i publicat al DOGC el 15 de juliol del mateix any amb el número 1619.
Armes parlants: mostren un mont carregat amb les armes de Barcelona (la creu de Sant Jordi i els quatre pals reials), perquè el Castell de Montornès (Vallromanes) (a l'escut, damunt del mont) fou venut l'any 1390 a la ciutat de Barcelona, i el poble va esdevenir "carrer de Barcelona".